# Číhaná (Bochov)
Číhaná (německy Tschies) je malá vesnice, část města Bochov v okrese Karlovy Vary v Karlovarském kraji. Nachází se asi 5,5 kilometru jihozápadně od Bochova. Číhaná leží v katastrálním území Číhaná u Javorné o rozloze 3,38 km².

## Historie
První písemná zmínka o vesnici pochází z roku 1401.

## Přírodní poměry
Většinu této části tvoří zemědělské plochy a pole. Na severu od zástavby se nachází povrchový lom, kde se těží stavební kámen (čedič). Středem obce protéká Čihanský potok. Na návsi se nachází malý rybník.

## Obyvatelstvo
Při sčítání lidu v roce 1921 zde žilo 149 obyvatel (z toho sedmdesát mužů) německé národnosti, kteří byli kromě jednoho evangelíka členy římskokatolické církve. Podle sčítání lidu z roku 1930 měla vesnice 172 obyvatel: dva Čechoslováky a 170 Němců. Všichni se hlásili k římskokatolické církvi.
|                                                                 | 1869 | 1880 | 1890 | 1900 | 1910 | 1921 | 1930 | 1950 | 1961 | 1970 | 1980 | 1991 | 2001 | 2011 | 2021 |
| --------------------------------------------------------------- | ---- | ---- | ---- | ---- | ---- | ---- | ---- | ---- | ---- | ---- | ---- | ---- | ---- | ---- | ---- |
| Obyvatelé                                                       | 161  | 182  | 171  | 165  | 172  | 149  | 172  | 63   | 61   | 48   | 32   | 9    | 5    | 4    | 7    |
| Domy                                                            | 31   | 33   | 32   | 33   | 33   | 33   | 34   | 29   | —    | 12   | 9    | 4    | 6    | 6    | 6    |
| Počet domů z roku 1961 je zahrnut v domech místní části Bochov. |      |      |      |      |      |      |      |      |      |      |      |      |      |      |      |

## Obecní správa
Při sčítání lidu v letech 1869–1950 Číhaná byla samostatnou obcí, se kterým patřila nejprve do okresu Žlutice, ale v roce 1950 v okrese Toužim. V letech 1961–1975 byla častí obce Javorná v okrese Karlovy Vary. Od 1. ledna 1976 je částí města Bochov v okrese Karlovy Vary.

## Pamětihodnosti
- Kaple svatého Jana a Pavla